# Auricularia mesenterica
Auricularia mesenterica es una especie de hongo de la familia Auriculariaceae. Sus cuerpos fructíferos (basidiocarpos) son gelatinosos y normalmente crecen en capas sobre tocones y árboles caídos. Posee un píleo o velo parcial con divisiones hirsutas y segmentadas, en parte resupinados, con himenios que van de lisos a arrugados que se extienden sobre la madera. Auricularia mesenterica es un saprótrofo de árboles y arbustos de hoja caduca. La especie solo se encuentra en Europa y Asia central.

## Taxonomía y etimología
James Dickson describió por primera vez a Auricularia mesenterica en 1785 como Helvella mesenterica  y Christiaan Hendrik Persoon la transfirió al género Auricularia en 1822. La especie se consideraba cosmopolita y posteriormente se aplicó en colecciones de América, Asia y Australia y Europa. Sin embargo, las investigaciones moleculares basadas en análisis cladísticos de secuencias de ADN, han demostrado que lo que hasta entonces se llamaba Auricularia mesenterica, es en realidad un conjunto de especies relacionadas entre sí y que A. mesenterica en sentido estricto se limita a Europa y Asia central, pero hay especies distintas superficialmente similares en otras parte. 
El nombre botánico es un adjetivo latino formado a partir de la palabra griega antigua μεσεντέριον (mesentérion, «intestino medio»), de μεσο- (meso-, «medio, centro») y ἔντερον (énteron, «intestino») y hace referencia a su forma. 

## Descripción

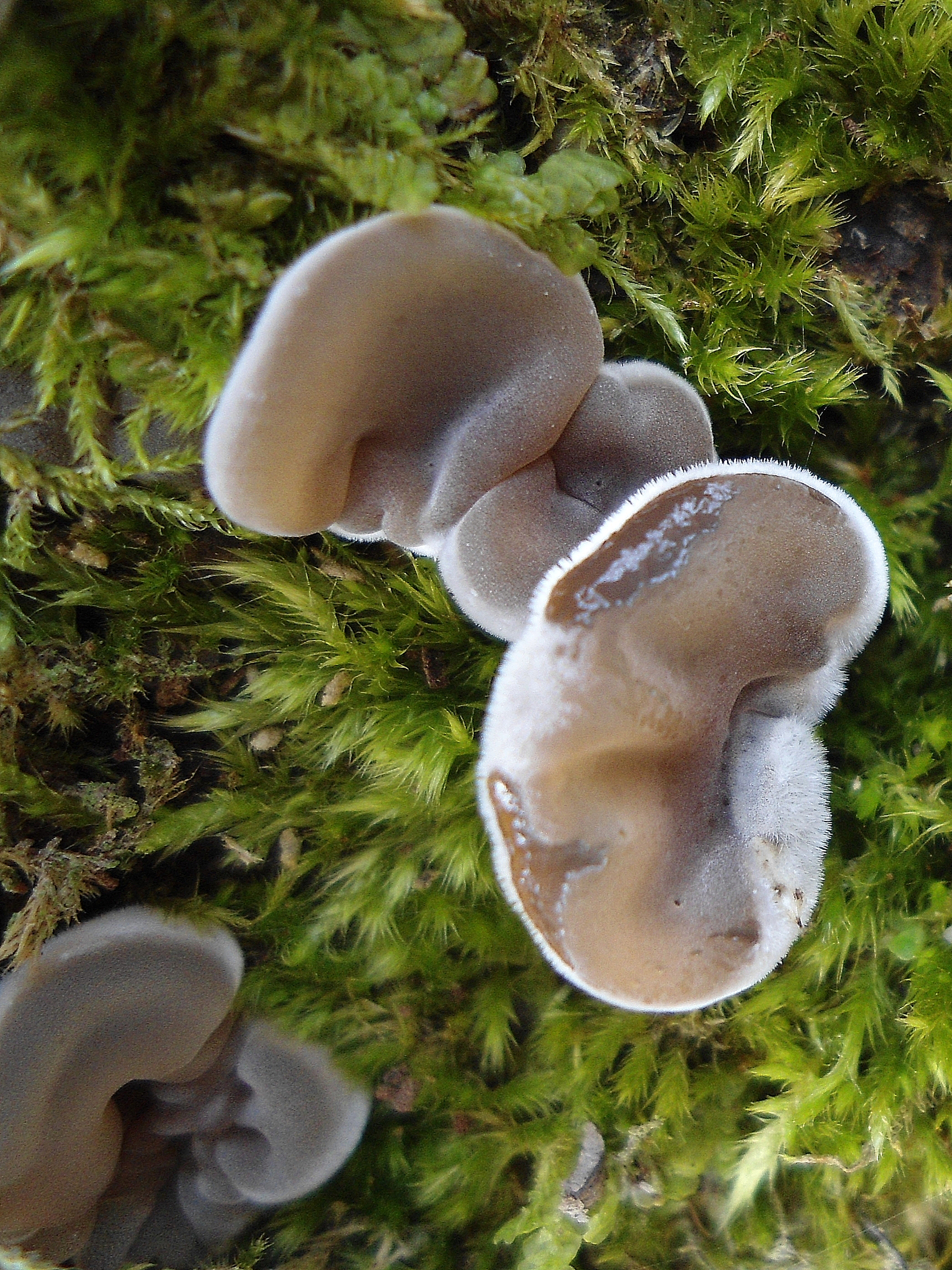
A. mesenterica joven

Esta especie forma cuerpos fructíferos en forma de ménsula. Primero se ven pálidos, gomosos y con forma de botón y posteriormente se extienden y endurecen, normalmente de 3 a 7 cm de ancho. A menudo se fusionan en estructuras compuestas que a veces recorren los troncos y ramas caídos durante más de un metro. La superficie superior es de color gris a marrón o beige, y va de tomentosa a híspida con zonas concéntricas, mientras que la superficie inferior es espesa y gelatinosa, plegada de forma irregular y radial y de color marrón rojizo. La impresión de esporas es blanca. Microscópicamente los basidios son auricularioides (tubulares con tres septos laterales) y las basidiosporas son alantoides (en forma de salchicha), de 14 a 17 por 4.5 a 5 μm.

## Distribución y hábitat
Se describió por primera vez en Inglaterra y se sabe que la especie está presente en toda Europa y en Asia Central hasta Uzbekistán. Los basidiocarpos se forman en varios tocones y troncos de árboles caducifolios.

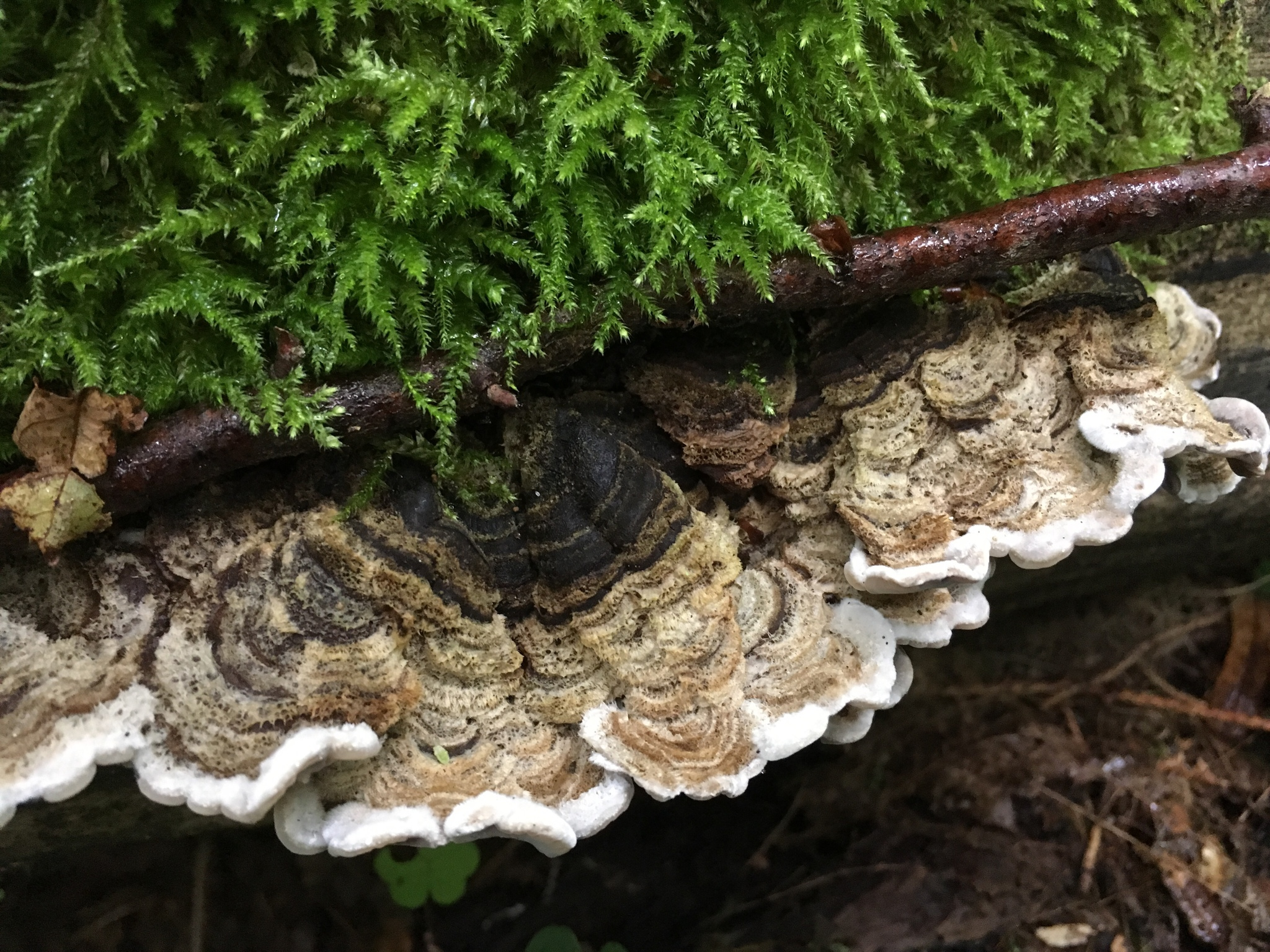
A. mesenterica madura

## Especies similares
Otras especies del complejo Auricularia mesenterica incluyen Auricularia brasiliensis en América del Sur, A. pusio en Australia, A. africana en África Oriental y A. asiatica, A. orientalis, A. srilankensis y A. submesenterica en Asia. Otras especies de Auricularia carecen de la superficie superior hirsuta y segmentada que se encuentra en el complejo A. mesenterica . Algunas especies de Stereum, que no están relacionadas, pueden tener velos segmentados de manera similar, pero sus cuerpos fructíferos son coriáceos (no gelatinosos) y sus superficies inferiores son a menudo de color amarillento a naranja.

## Usos
Se reporta que los ejemplares jóvenes son comestibles antes de que el cuerpo fructífero madure y se endurezca por completo, pero en algunas poblaciones locales, estos hongos tienden a bioacumular altos niveles de metales pesados de su entorno. Se ha demostrado que A. mesenterica tiene altos niveles de fenoles, flavonoides y actividad antioxidante, teniendo potencial como agente antitumoral.